# Borisova (Oblast' di Kurgan)
Borisova è un villaggio della Russia.